# ふたつの恋と砂時計
『ふたつの恋と砂時計』（原題：키다리 아저씨）は、2005年公開の韓国映画。作家ジーン・ウェブスターの児童文学作品『あしながおじさん』を現代韓国風にアレンジしたラブコメディ。

## ストーリー
明朗快活なチャ・ヨンミ（ハ・ジウォン）は幼くして両親と死別したが、一人で懸命に生きていた。貧しく、天涯孤独な彼女のもとに、あるとき見ず知らずの人から支援が届く。その“あしながおじさん”からの援助を受けて、悲願だった大学入学を果たし、卒業することもできた。以来、まだ顔も知らない“あしながおじさん”宛てに、感謝の気持ちを込めて、頻繁に手紙を送っていた。
ラジオ局に入社したヨンミは、地方勤務の後、人事によってソウルの中央放送局に異動となる。それに合わせたようにソウル市内の1件の家を紹介され、療養中の家主の代わりに家に住むことになったヨンミ。心機一転、揚々とソウル勤務を謳歌しはじめようとするも束の間。どうも素直に接することができない、資料室の職員キム・ジュンホ（ヨン・ジョンフン）との出会い、構成作家のオ・ヨンウンやDJのキム・ジヨンと衝突したりと、問題が止まない。そんなとき、ひょんなことから、大家から「見てはならない」と忠告されていた家主のパソコンに、奇妙な電子メールを見つけてしまう…。

## キャスト
チャ・ヨンミ（ハ・ジウォン）
ラジオ放送局・ソウル中央放送局に人事異動になり、『恋愛日和』を担当する放送作家。両親を幼くして亡くして、生活に苦労する日々が続いたが、大学入学時と学費の納入を“足長おじさん”に受ける。それ以来、まだ見ぬ彼に感謝し続けている。大学入学時に受領書と一緒に“足長おじさん”から送られてきたオンボロの勝負靴を大切にしている。通勤は自転車と地下鉄。最寄り駅は仁川（インチョン）駅。ポール・オースターが好き。本が好きなあまり、書店でバイトしたことも。
キム・ジュンホ（ヨン・ジョンフン）
中央放送局・資料室勤務。寡黙で冷徹（ヨンミ視点）。その寡黙さは、過去に女性に振られたからとも噂される。兄が一人。幼い頃に両親を亡くして以来、兄弟で暮らす。
ヨンウ（パク・ウネ）

ヒョンジュン（ヒョンビン）

カン・チョンジョン（シニ）
『恋愛日和』放送作家。ニックネームはチョン。ハンドルネームは“知性と美貌”。理事のことが好き。
イ・ヨンギュ（チョン・ジュナ）
『恋愛日和』プロデューサー。あまりに小心者なので、つけられたあだ名は“ミス・リー”。
理事（オ・デギュ）
中央放送局の理事。
オ・ヨンウン（ソン・ミンギョン）
『恋愛日和』放送作家。仕事の鬼。中央放送局でも指折りの毒舌家。
キム・ジヨン
『恋愛日和』のDJ。元タレント。化粧が濃い目の高飛車。

## スタッフ
- 監督：コン・ジョンシク
- 脚本：キム・ヒョンジュン
- 脚色：ハ・スジン、イ・ヨンファ、シン・ミンジョン
- 撮影監督：パク・ヒジュ
- 製作：ユビンピクチャーズ、ウェルメイドエンタテインメント
- 配給：CJエンタテインメント